# Камерон (Тексас)
Камерон (енгл. Cameron) град је у америчкој савезној држави Тексас. По попису становништва из 2010. у њему је живело 5.552 становника.

## Демографија
Према попису становништва из 2010. у граду је живело 5.552 становника, што је 82 (1,5%) становника мање него 2000. године.
| Група             | 2000.         | 2010.         |
| Белци             | 2.918 (51,8%) | 2.516 (45,3%) |
| Афроамериканци    | 1.164 (20,7%) | 1.124 (20,2%) |
| Азијати           | 9 (0,2%)      | 22 (0,4%)     |
| Хиспаноамериканци | 1.502 (26,7%) | 1.864 (33,6%) |
| Укупно            | 5.634         | 5.552         |